# Resident Alien

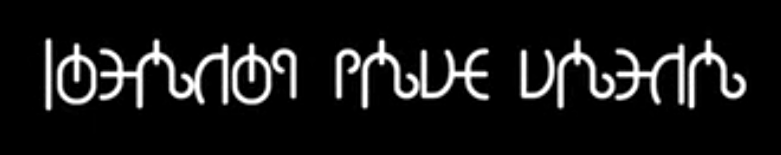
El idioma extraterrestre que se ve en la serie, que realmente es esperanto escrito en una escritura de derecha a izquierda inventada. Esta frase en la temporada 1, episodio 1 se traduce como "hace cuatro meses".

Resident Alien es una serie de televisión de ciencia ficción estadounidense creada por Chris Sheridan, basada en los cómics creados en 2012 por Peter Hogan y Steve Parkhouse, que se estrenó a través de Syfy el 27 de enero de 2021. En junio de 2024, la serie fue renovada para una cuarta temporada que se estrenó el 6 de junio de 2025 a través de Syfy y USA Network simultáneamente. En julio de 2025, la serie fue cancelada tras cuatro temporadas.

## Argumento
Un extraterrestre se estrella con su nave espacial en la Tierra en una misión secreta. Tras su llegada, se esconde junto a un pequeño pueblo, en el estado de Colorado, mientras busca un dispositivo de su nave. Para ello adopta la forma de una persona que vivía allí, a la que previamente ha matado y por algunas circunstancias se ve obligado a interactuar con los humanos, algo que había evitado.

## Reparto y personajes

### Principales
- Alan Tudyk como «Harry Vanderspeigle», el extraterrestre titular con un nombre de nacimiento impronunciable que se ha estrellado en Patience, Colorado, ha matado al verdadero Dr. Harry Vanderspeigle y ha asumido su identidad.
  - Tudyk también interpreta al verdadero Dr. Harry Vanderspeigle, un médico corrupto y asesino involucrado con un sindicato del crimen que mató al anterior médico del pueblo, Sam Hodges.
  - El doble Keith Arbuthnot interpreta al extraterrestre en su verdadera apariencia: un ser humanoide andrógino parecido a un Octopodiforme.
  - David Bianchi interpreta a Goliath (recurrente temporada 2), el futuro ser de Harry, que viajó al pasado para salvar a la humanidad de la destrucción.
- Sara Tomko como Asta Twelvetrees, ayudante del médico de la población.
  - Brylee Smith (temporada 1) y Zara Bacic (temporada 2) interpretan a la joven Asta en flashbacks
- Corey Reynolds como Mike Thompson, sheriff local, alias «Bestia Negra».
- Alice Wetterlund como D'arcy Bloom, propietaria del bar.
  - Elle Rivas interpreta a la joven D'arcy en flashbacks.
- Levi Fiehler: Ben Hawthorne, alcalde.
  - Lukas Goas (temporada 2) y Jude Wylie (temporada 3) interpretan a la joven Ben en flashbacks.
- Judah Prehn como Max Hawthorne, hijo de Ben and Kate, la única persona capaz de ver a «Harry» con su forma original extraterrestre.
- Elizabeth Bowen como la ayudante Olivia «Liv» Baker (temporada 2–presente; recurrente temporada 1)
  - Jessica Halliburton interpreta a la joven Liv en flashbacks

### Recurrentes
- Meredith Garretson como Kate Hawthorne, esposa de Ben y madre de Max, trabaja como maestra.
- Ben Cotton como Jimmy (temporada 1; invitado temporada 2), el abusivo ex-marido de Asta y el padre de Jay.
- Kaylayla Raine como Jay, la hija adolescente de Asta, que trabaja a tiempo parcial en la clínica de salud Patience.
- Deborah Finkel como Abigail Hodges (temporadas 1-2), la esposa del Dr. Sam Hodges, el anterior médico del pueblo.
- Gary Farmer como Dan Twelvetrees, padre adoptivo de Asta y veterano de Vietnam, propietario del restaurante del pueblo, Joe's Diner, al que ha puesto ese nombre en honor de un amigo y compañero de armas que perdió en la guerra.
- Mandell Maughan como la agente Lisa Casper (temporadas 1-2), una agente gubernamental sociópata que trabaja para el general McCallister.
- Alex Barima como el teniente David Logan, un teniente de las Fuerzas Aéreas de EE. UU. que trabaja para el general McCallister. Tras reunir pistas sobre el aterrizaje forzoso de Harry, McCallister lo recluta para que encuentre al extraterrestre antes que sus superiores y lo asocia con el agente Casper.
- Jenna Lamia como Judy Cooper, trabaja en la bolera local. Es sexualmente aventurera y a menudo intercambia insultos con D'arcy.
  - Lilly Dean interpreta a la joven Judy en flashbacks.
- Sarah Podemski como Kayla, prima y amiga íntima de Asta, que es madre y abogada.
  - Acahkos Johnson interpreta a la joven Kayla en flashbacks.
- Diana Bang como Ellen Cho, una enfermera de la clínica de Patience que falta al respeto a casi todas las personas con las que se cruza.
- Elvy Yost como Isabelle Vanderspeigle (temporada 1; invitada temporada 3), la verdadera esposa británica de Harry y una artista que conquistó a su marido en una exposición de arte en Nueva York. En la tercera temporada, Bridget, el hijo de Harry, utiliza su aspecto físico como disfraz.
- Gracelyn Awad Rinke como Sahar, la aventurera musulmana compañera de clase de Max y amiga íntima. Ella le cree respecto a la identidad extraterrestre de Harry, y es la más madura y responsable de los dos.
- Linda Hamilton como la general Eleanor McCallister, una oficial de alto rango del ejército de EE. UU. que trabaja en secreto para una organización desconocida dedicada a la caza de extraterrestres, después de haber pasado su vida buscando pruebas de que los extraterrestres existen.
  - Alix West Lefler interpreta a la joven Eleanor Wright en flashbacks.
- Michael Cassidy como el Dr. Ethan Stone (temporada 1; invitado temporada 2), que sustituye a Harry como el nuevo médico de la ciudad.
- Nathan Fillion como la voz de 42 (temporada 2; invitado temporada 1), un pulpo atrapado en la pecera de un restaurante (y en su menú) que puede comunicarse telepáticamente con Harry.
- Alvin Sanders como Lewis Thompson (temporada 2; invitado temporada 1), el anciano padre de Mike, que se trasladó con él a Patience debido al empeoramiento de su estado de salud.
- Trevor Carroll como John Baker (temporada 2; invitado temporadas 1, 3), el marido de Liv y un miembro del equipo de control de avalanchas.
- Terry O'Quinn como Peter Bach (temporada 2–presente; invitado temporada 1), un «experimentador extraterrestre» que presenta el popular pódcast «Alien Tracker». Al igual que Max, también puede ver la verdadera forma de Harry.
  - Dylan Sloane interpreta al joven Peter Bach en flashbacks.
- Justin Rain como Elliot (temporada 2; invitado temporada 3), un arqueólogo nativo americano que inicia una relación intermitente con D'arcy.
- Paul Piaskowski como Robert Hutchins (temporada 2; invitado temporada 3), el hijo de Peter Bach, que fue abducido por los Grises del vientre de su madre embarazada y criado por los extraterrestres.
- Enver Gjokaj como «Joseph Rainier» (temporada 2–presente), un híbrido Gris humano-extraterrestre que trabaja para los Grises, y más tarde, con Harry para el General McCallister
- Nicola Correia-Damude como la detective Lena Torres (temporada 2–presente), una detective de Jessup, la ciudad vecina de Patience, que se interesa románticamente por Mike.
- Kesler Talbot (temporada 2) y Andrea Geones (temporada 3) como la «Humalien» / «Bridget», la descendencia humano-extraterrestre de «Goliath», el futuro ser de Harry. Se disfraza como Bobby Smallwood, un niño que desapareció décadas antes.
  - Talbot también representa al verdadero Bobby Smallwood en flashbacks.
- Edi Patterson como «Heather» (temporada 3–presente), una extraterrestre aviaria azul de la Federación Galáctica, que se involucra sentimentalmente con Harry.[8]
- Jewel Staite como Jules Gardner (temporada 4)[9]

### Invitados
- Jan Bos como el Dr. Sam Hodges (temporadas 1-2), el antiguo médico del pueblo de Patience, que es sustituido por Harry.
- Giorgio A. Tsoukalos como él mismo (temporadas 1-2), un ufólogo que presenta un panel sobre Ancient Aliens en una convención de ovnis.
- David Lewis como Mitch Green (temporada 2), el alcalde de Jessup.
- Alex Borstein como Carlyn (temporada 2), una física de láser y prima de Kate, que se involucra sentimentalmente con Harry.
- Lini Evans como Bethany Bloom (temporadas 2-3), la madre de D'arcy.
- Barclay Hope como Gerald Bloom (temporadas 2-3), el padre de D'arcy.
- Taylor Blackwell como Liza Vanderspeigle (temporadas 2-3), la hija adolescente del verdadero Harry Vanderspeigle. En la tercera temporada, Bridget, el hijo de Harry, utiliza su apariencia física como disfraz.
- Maxim Roy como Violinda Darvell (temporada 2), la propietaria y operadora de una prestigiosa galería de arte de Nueva York que mantuvo una relación sentimental con el artista «Goliath».
- Karina Logue como Mary-Ellen Taylor (temporadas 2-3), la madre biológica de Asta, que la abandonó cuando era un bebé.
- George Takei como la voz de un extraterrestre Gris (temporada 2), que habla con Harry sobre la invasión de la Tierra planeada por los Grises.
- Hwaa Hawk como Leo / Bishop (temporada 3), un miembro del club extraterrestre de Max.
- Grace Sunar como Mari (temporada 3), otro miembro del club de Max.
- Mary Walsh como Patty Baker (temporada 3), la abuela emocionalmente abusiva de Liv.
- Erin Karpluk como la Dra. Wendy Beasley (temporada 3), antigua química militar y conocida de Peter Bach.
- Clancy Brown como la voz de un extraterrestre Mantid (temporada 3), que ocupa el lugar de Harry en Patience.
- Peter Hogan como Mr. Hogan (temporada 3), un agente a las órdenes del general McCallister.[10]
- Stephen Root como el padre de Harry[11]

## Episodios
| Temporada | Temporada | Episodios | Episodios            | Emisión original         | Emisión original    |
| Temporada | Temporada | Episodios | Episodios            | Primera emisión          | Última emisión      |
| --------- | --------- | --------- | -------------------- | ------------------------ | ------------------- |
|           | 1         | 10        | 10                   | 27 de enero de 2021      | 31 de marzo de 2021 |
|           | 2         | 16        | 8                    | 26 de enero de 2022      | 16 de marzo de 2022 |
| 8         | 2         | 16        | 10 de agosto de 2022 | 28 de septiembre de 2022 |                     |
|           | 3         | 8         | 8                    | 14 de febrero de 2024    | 3 de abril de 2024  |
|           | 4         | 10        | 10                   | 6 de junio de 2025       | 8 de agosto de 2025 |

### Primera temporada (2021)
| N.º en serie | N.º en temp. | Título                           | Dirigido por          | Escrito por                   | Fecha de emisión original | Audiencia (millones) |
| ------------ | ------------ | -------------------------------- | --------------------- | ----------------------------- | ------------------------- | -------------------- |
| 1            | 1            | «Pilot»                          | David Dobkin          | Chris Sheridan                | 27 de enero de 2021       | 1.08                 |
| 2            | 2            | «Homesick»                       | Robert Duncan McNeill | Chris Sheridan                | 3 de febrero de 2021      | 1.22                 |
| 3            | 3            | «Secrets»                        | Robert Duncan McNeill | Njeri Brown                   | 10 de febrero de 2021     | 0.88                 |
| 4            | 4            | «Birds of a Feather»             | Jay Chandrasekhar     | Tazbah Chavez                 | 17 de febrero de 2021     | 1.02                 |
| 5            | 5            | «Love Language»                  | Jay Chandrasekhar     | Sarah Beckett                 | 24 de febrero de 2021     | 1.24                 |
| 6            | 6            | «Sexy Beast»                     | Jennifer Phang        | Emily Eslami y Jeffrey Nieves | 3 de marzo de 2021        | 1.20                 |
| 7            | 7            | «The Green Glow»                 | Jennifer Phang        | Elias Benavidez               | 10 de marzo de 2021       | 1.07                 |
| 8            | 8            | «End of the World As We Know It» | Shannon Kohli         | Christian Taylor              | 17 de marzo de 2021       | 1.27                 |
| 9            | 9            | «Welcome Aliens»                 | Shannon Kohli         | Nastaran Dibai                | 24 de marzo de 2021       | 1.16                 |
| 10           | 10           | «Heroes of Patience»             | Robert Duncan McNeill | Chris Sheridan                | 31 de marzo de 2021       | 1.14                 |

### Segunda temporada (2022)
| Parte 1 |    |                                |                       |                                              |                          |      |
| 11      | 1  | «Old Friends»                  | Robert Duncan McNeill | Chris Sheridan                               | 26 de enero de 2022      | 1.36 |
| 12      | 2  | «The Wire»                     | Robert Duncan McNeill | Sarah Beckett                                | 2 de febrero de 2022     | 1.04 |
| 13      | 3  | «Girls' Night»                 | Shannon Kohli         | Jenna Lamia                                  | 9 de febrero de 2022     | 1.09 |
| 14      | 4  | «Radio Harry»                  | Shannon Kohli         | Tommy Pico                                   | 16 de febrero de 2022    | 1.02 |
| 15      | 5  | «Family Day»                   | Lea Thompson          | Biniam Bizuneh                               | 23 de febrero de 2022    | 0.90 |
| 16      | 6  | «An Alien in New York»         | Lea Thompson          | Elias Benavidez                              | 2 de marzo de 2022       | 0.96 |
| 17      | 7  | «Escape From New York»         | Claudia Yarmy         | Emily Eslami y Jeffrey Nieves                | 9 de marzo de 2022       | 0.98 |
| 18      | 8  | «Alien Dinner Party»           | Claudia Yarmy         | Chris Sheridan                               | 16 de marzo de 2022      | 1.10 |
| Parte 2 |    |                                |                       |                                              |                          |      |
| 19      | 9  | «Autopsy»                      | Kabir Akhtar          | Cherry Chevapravatdumrong                    | 10 de agosto de 2022     | 0.66 |
| 20      | 10 | «The Ghost of Bobby Smallwood» | Kabir Akhtar          | Christian Taylor                             | 17 de agosto de 2022     | 0.67 |
| 21      | 11 | «The Weight»                   | Warren P. Sonoda      | Zach Cannon                                  | 24 de agosto de 2022     | 0.74 |
| 22      | 12 | «The Alien Within»             | Warren P. Sonoda      | Nastaran Dibai                               | 31 de agosto de 2022     | 0.64 |
| 23      | 13 | «Harry, a Parent»              | Brennan Shroff        | Jenna Lamia                                  | 7 de septiembre de 2022  | 0.58 |
| 24      | 14 | «Cat and Mouse»                | Brennan Shroff        | Sarah Beckett, Emily Eslami y Jeffrey Nieves | 14 de septiembre de 2022 | 0.57 |
| 25      | 15 | «Best of Enemies»              | Robert Duncan McNeill | Nastaran Dibai                               | 21 de septiembre de 2022 | 0.58 |
| 26      | 16 | «I Believe in Aliens»          | Robert Duncan McNeill | Chris Sheridan                               | 28 de septiembre de 2022 | 0.55 |

### Tercera temporada (2024)
| N.º en serie | N.º en temp. | Título               | Dirigido por          | Escrito por                                                                                              | Fecha de emisión original | Audiencia (millones) |
| ------------ | ------------ | -------------------- | --------------------- | --- | ------------------------- | -------------------- |
| 27           | 1            | «Lone Wolf»          | Robert Duncan McNeill | Chris Sheridan, Nastaran Dibai y Aaron Wiener                                                            | 14 de febrero de 2024     | 0.465                |
| 28           | 2            | «The Upper Hand»     | Lea Thompson          | Elias Benavidez                                                                                          | 21 de febrero de 2024     | 0.525                |
| 29           | 3            | «141 Seconds»        | Robert Duncan McNeill | Sarah Beckett                                                                                            | 28 de febrero de 2024     | 0.468                |
| 30           | 4            | «Avian Flu»          | Kabir Akhtar          | Guion de: Emily Eslami, Jeffrey Nieves y Alexandra Lazarowich Historia de: Emily Eslami y Jeffrey Nieves | 6 de marzo de 2024        | 0.515                |
| 31           | 5            | «Lovebird»           | Andrew Seklir         | Kelechi Urama                                                                                            | 13 de marzo de 2024       | 0.595                |
| 32           | 6            | «Bye Bye Birdie»     | Nastaran Dibai        | Nastaran Dibai                                                                                           | 20 de marzo de 2024       | 0.452                |
| 33           | 7            | «Here Comes My Baby» | Brennan Shroff        | Donald Todd                                                                                              | 27 de marzo de 2024       | 0.575                |
| 34           | 8            | «Homecoming»         | Robert Duncan McNeill | Chris Sheridan y Robert Duncan McNeill                                                                   | 3 de abril de 2024        | 0.622                |

### Cuarta temporada (2025)
| N.º en serie | N.º en temp. | Título                | Dirigido por          | Escrito por                   | Fecha de emisión original | Audiencia (millones)     |
| ------------ | ------------ | --------------------- | --------------------- | ----------------------------- | ------------------------- | ------------------------ |
| 35           | 1            | «Prisoners»           | Alan Tudyk            | Chris Sheridan                | 6 de junio de 2025        | 0.184 (Syfy) 0.351 (USA) |
| 36           | 2            | «The Lonely Man»      | Alan Tudyk            | Kelechi Urama                 | 13 de junio de 2025       | 0.141 (Syfy) 0.317 (USA) |
| 37           | 3            | «Ties That Bind»      | Brennan Shroff        | Alexandra Lazarowich          | 20 de junio de 2025       | —                        |
| 38           | 4            | «Truth Hurts»         | Brennan Shroff        | Alexandra Lazarowich          | 27 de junio de 2025       | —                        |
| 39           | 5            | «The Human Condition» | Sydney Freeland       | Joey Gutierrez                | 4 de julio de 2025        | 0.364 (USA)              |
| 40           | 6            | «Soul Providers»      | Sydney Freeland       | Nastaran Dibai y Aaron Wiener | 11 de julio de 2025       | 0.166 (Syfy) 0.333 (USA) |
| 41           | 7            | «Daddy Issues»        | Nastaran Dibai        | Donald Todd y Elias Benavidez | 18 de julio de 2025       | 0.219 (Syfy) 0.382 (USA) |
| 42           | 8            | «Mine Town»           | Nastaran Dibai        | Nastaran Dibai                | 25 de julio de 2025       | 0.191 (Syfy) 0.395 (USA) |
| 43           | 9            | «Tunnel Vision»       | Robert Duncan McNeill | Donald Todd                   | 1 de agosto de 2025       | 0.226 (Syfy) 0.275 (USA) |
| 44           | 10           | «The End Is Here»     | Robert Duncan McNeill | Chris Sheridan                | 8 de agosto de 2025       | —                        |

## Producción

### Desarrollo

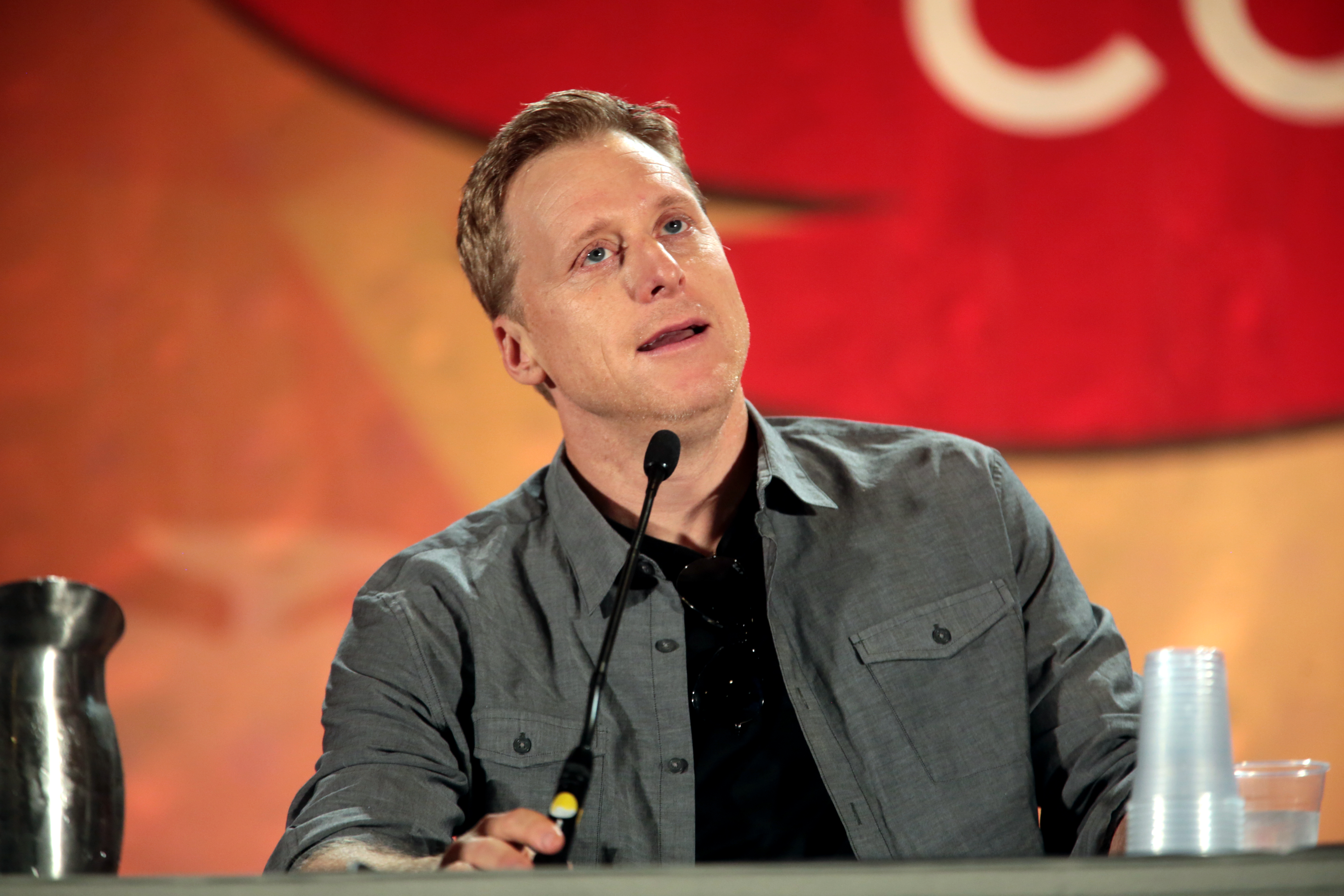
Alan Tudyk, protagonista de Resident Alien, donde encarna a un alinígena llegado a la Tierra por accidente que se ve obligado a aprender las costumbres de sus habitantes.

El creador de la serie, Chris Sheridan, declaró que se inspiró para iniciar el proyecto televisivo Resident Alien tras leer las novelas y la serie de cómics del mismo nombre. Al ser entrevistado en un panel de la Asociación de Críticos de Televisión en enero de 2020, también declaró que su verdadera inspiración surgió de un «encuentro cercano» con un fenómeno aéreo que él y su esposa presenciaron mientras estaban de luna de miel en las Bahamas hace veinte años.
El 31 de mayo de 2018, Syfy anunció que la adaptación televisiva de Resident Alien había recibido una orden de piloto con Chris Sheridan como creador del programa y Universal Cable Productions, Dark Horse Entertainment y Amblin Television desarrollando el piloto. El 28 de febrero de 2019, Syfy dio una orden de serie con la producción comenzando en Vancouver, y David Dobkin dirigiendo y ejerciendo como productor ejecutivo para el piloto. Robert Duncan McNeill produjo ejecutivamente y fue director de producción para los episodios restantes. El 17 de marzo de 2021, Syfy renovó la serie para una segunda temporada, que se estrenó el 26 de enero de 2022.
En 21 de julio de 2022, Syfy renovó la serie para una tercera temporada de 12 episodios. El 15 de noviembre de 2022, Syfy redujo el número de episodios de la tercera temporada de 12 a 8. El 18 de junio de 2024, Syfy renovó la serie para una cuarta temporada, que se emitirá simultáneamente en USA Network y se estrenó el 6 de junio de 2025. El 24 de julio de 2025, la serie fue cancelada tras cuatro temporadas.

### Selección de reparto
El 20 de septiembre de 2018, Alan Tudyk fue elegido para interpretar al personaje principal «Dr. Harry Vanderspeigle» en el piloto, junto con Sara Tomko, Corey Reynolds, Alice Wetterlund y Levi Fiehler. El 31 de enero de 2020, Linda Hamilton, Mandell Maughan y Alex Barima fueron elegidos para papeles recurrentes de la serie. El 12 de febrero de 2020, Elizabeth Bowen fue elegida para el papel recurrente de la ayudante del sheriff Liv Baker en la serie.

## Recepción
En el sitio web del agregador de reseñas Rotten Tomatoes la serie tiene un índice de aprobación del 94%, basándose en 31 reseñas con una calificación media de 7.8/10. El consenso crítico del sitio web dice: «Resident Alien tarda un minuto en asentarse en su piel, pero una vez que lo hace encuentra humor fresco en un marco familiar y demuestra ser un escaparate perfecto para las singulares habilidades cómicas de Alan Tudyk». En Metacritic, tiene una puntuación media ponderada de 70 de 100, basada en 15 reseñas, indicando reseñas «generalmente favorables». Para la segunda temporada, Rotten Tomatoes registró un índice de aprobación del 100% basado en 5 reseñas de críticos, con una calificación media de 7.7/10.